# Francký štítník
Francký štítník, též sametový štítník, je plemeno holuba domácího pocházející z Německa. Je to středně velký holub tzv. polního typu, tvarem těla i velikostí se příliš neliší od holuba skalního. Jeho šlechtění je zaměřeno na dokonalou barvu a kresbu opeření. V seznamu plemen EE se řadí do plemenné skupiny barevných holubů a je zapsán pod číslem 0449.
Vyskytuje se pouze v jediné kresbě, a to je tzv. kresba štítníka. Základní barva opeření ptáka je bílá, jen křídelní štíty jsou barevné. Osm až deset krajních ručních letek jsou opět bílé. Sytá barva opeření je u franckého štítníka zvýrazněna silným leskem. Je to spíše menší holub s lehce zaoblenou hlavou a tmavýma očima, které jsou ohraničené silnějšími, karmínově červenými obočnicemi. Růžový zobák je středně dlouhý, krk je v porovnání s jinými barevnými holuby spíše delší. Nemá žádné pernaté ozdoby, jako je chocholka či rousy. Hodí se proto i do volného chovu či do chovu extenzivně užitkového, kdy si ptáci hledají potravu v polích, neboli polaří.
Chová se v několika barevných rázech, nejčastější jsou rázy černý, červený, žlutý, modrý kapratý, pruhový i bezpruhý, červeně a žlutě kapratý a stříbřitý kapratý, pruhový i bezpruhý.